# Ulla Pia
Ulla Pia Nielsen (Kopenhagen, 17 februari 1945 - Gammel Holte, 22 augustus 2020), bekend als Ulla Pia, was een Deens zangeres van popmuziek en jazz.

## Biografie
Ulla Pia begon haar carrière midden de jaren zestig in de band van jazzmuzikant Finn Ziegler. In 1966 nam ze deel aan Dansk Melodi Grand Prix, de Deense voorronde voor het Eurovisiesongfestival. Met het nummer Stop mens legen er god won ze de Dansk Melodi Grand Prix 1966, waardoor ze haar vaderland mocht vertegenwoordigen op het Eurovisiesongfestival 1966 in Luxemburg, Luxemburg. Daar eindigde ze op een veertiende plaats, op dat moment de slechtste Deense prestatie uit de geschiedenis van het Eurovisiesongfestival. Danmarks Radio besloot zich hierna terug te trekken uit het festival, om pas twaalf jaar later terug te keren.
Na haar deelname aan het Eurovisiesongfestival bracht Ulla Pia nog verschillende platen uit. Ze had hits met Flower power tøj, Både med og uden en Karina, die in Denemarken het genre "Dansktop" werden genoemd, naar een populair televisieprogramma. Onder de naam Ulla Björn werd van haar in 1967 het Duitstalige nummer Eine Rose macht noch keinen Kavalier uitgebracht. Als actrice had ze kleine rollen in drie speelfilms: Ullabella (1961), Peters landlov (1963) en Den gale dansker (1969).
Nadat ze zich aan het einde van de jaren zeventig had teruggetrokken uit de muziekwereld, kreeg Ulla Pia een gouden plaat toen een groot aantal van haar liedjes op cd werd heruitgebracht. De Deense popgroep Sweethearts nam ze op het repertoire en "Dansktop" werd opnieuw populair, ook bij liefhebbers van camp, zoals blijkt uit de voorname plaats van Ulla Pia's hits op de verzamelalbums 50 Stærke Danske Kitsch Hits Vol. 1, 2, 3.
Ulla Pia Nielsen was van 1963 tot 1968 getrouwd met de gitarist Ole Bendorff. Hun dochter Karina Nielsen wordt bezongen in het liedje Karina. Ulla Pia woonde in haar laatste jaren in Islands Brygge op Amager bij Kopenhagen. Ze stierf op 75-jarige leeftijd aan kanker in een verpleeghuis in Gammel Holte (Rudersdal).
1957: Birthe Wilke & Gustav Winckler · 
1958: Raquel Rastenni · 
1959: Birthe Wilke · 
1960: Katy Bødtger · 
1961: Dario Campeotto · 
1962: Ellen Winther · 
1963: Grethe & Jørgen Ingmann · 
1964: Bjørn Tidmand · 
1965: Birgit Brüel · 
1966: Ulla Pia · 
1978: Mabel · 
1979: Tommy Seebach · 
1980: Bamses Venner · 
1981: Tommy Seebach & Debbie Cameron · 
1982: Brixx · 
1983: Gry Johansen · 
1984: Hot Eyes · 
1985: Hot Eyes · 
1986: Trax · 
1987: Anne Cathrine Herdorf & Bandjo · 
1988: Hot Eyes · 
1989: Birthe Kjær · 
1990: Lonnie Devantier · 
1991: Anders Frandsen · 
1992: Lotte Nilsson & Kenny Lübcke · 
1993: Tommy Seebach Band · 
1995: Aud Wilken · 
1997: Kølig Kaj · 
1999: Michael Teschl & Trine Jepsen · 
2000: Olsen Brothers · 
2001: Rollo & King · 
2002: Malene · 
2004: Tomas Thordarson · 
2005: Jakob Sveistrup · 
2006: Sidsel Ben Semmane · 
2007: DQ · 
2008: Simon Mathew · 
2009: Niels Brinck · 
2010: Chanée & N'evergreen · 
2011: A Friend in London · 
2012: Soluna Samay · 
2013: Emmelie de Forest · 
2014: Basim · 
2015: Anti Social Media · 
2016: Lighthouse X · 
2017: Anja Nissen · 
2018: Rasmussen · 
2019: Leonora · 
2021: Fyr & Flamme · 
2022: REDDI · 
2023: Reiley · 
2024: Saba · 
2025: Sissal
- Gemeinsame Normdatei: 1216467560
- International Standard Name Identifier: 0000 0004 6684 0619
- MusicBrainz: dd317da4-00bf-4dae-9a55-4f8aa291c222
- Virtual International Authority File: 3489159880863518540008